# 江浩然
江浩然（1970年7月—），男，汉族，中华人民共和国政治人物。现任恒银金融科技股份有限公司党委书记、董事长。第十三、十四届全国政协委员。